# Rio Novo (rio de Santa Catarina)
O rio Novo é um curso de água do norte do estado de Santa Catarina.
É um dos formadores, junto com o rio Humboldt, do rio Itapocu.